# Peter Cabus
Peter Noël Cabus (Mechelen, 27 juli 1923 – Mechelen, 11 november 2000) was een Belgische componist en muziekpedagoog.

## Levensloop
Cabus kwam reeds op jeugdige leeftijd in contact met muziek; er werd immers veel gemusiceerd in de huiskring. Peter kreeg de smaak te pakken en ging bij Godfried Devreese piano- en harmonielessen volgen aan het Stedelijke Conservatorium van Mechelen. Onder impuls van zijn leraar koos hij na het beëindigen van zijn Grieks-Latijnse humaniora definitief voor de muziek.
Hij startte in 1940 zijn hogere muziekstudies aan het Lemmensinstituut (orgel bij Flor Peeters, piano bij Marinus De Jong), maar met het oog op een carrière als concertpianist ging hij zich verder bekwamen aan het Koninklijk Conservatorium van Brussel (piano bij Charles Scharrès, kamermuziek bij André Gertler, compositie en fuga bij Jean Absil en Léon Jongen).
Geleidelijk aan zou hij zich minder als uitvoerend muzikant manifesteren en meer als componist en pedagoog. Na een tijdlang te hebben gewerkt als leraar aan het Stedelijk Conservatorium van Mechelen en enkele muziekacademies, volgde Cabus in 1959 Devreese op als directeur van het Stedelijk Conservatorium. Daarnaast was hij als docent verbonden aan het Koninklijk Conservatorium Brussel (harmonie, contrapunt, compositie) en aan de Muziekkapel Koningin Elisabeth.
In 1972 lag Cabus mee aan de basis van de oprichting van het Festival van Vlaanderen (in samenwerking met Albert Torfs, toenmalig directeur van Toerisme in Mechelen) – afdeling Mechelen. De laatste twintig jaren van zijn leven was Peter Cabus ook lid van de Koninklijke Academie voor Wetenschappen, Letteren en Schone Kunsten van België.
Hoewel Cabus vooral vasthield aan de tonaliteit en de klassieke muzikale vormen, volgde hij de nieuwste ontwikkelingen met veel aandacht en probeerde hij nu en dan eens nieuwe technieken te integreren in zijn eigen werk. Zijn muzikale hart lag echter in de traditie.

## Composities
Cabus liet meer dan 200 werken achter. Na zijn dood heeft zijn weduwe Annemarie Cabus-Steens hiervan een complete lijst opgesteld, daarbij leunend op de monografie die Benjamin-Joseph Steens in 1998 schreef, waarin echter nog sommige van de laatste of incomplete werken ontbraken.
Alle autografen werden geschonken aan het Koninklijk Conservatorium Brussel. Kopieën van het volledige oeuvre werden ondergebracht bij MATRIX Centrum voor Nieuwe Muziek, Leuven, doorzoekbaar via de bibliotheek van de KU Leuven. De partituren van alle vocale werken zijn daarnaast raadpleegbaar bij Koor & Stem, Antwerpen.
Onderstaande tabel geeft een compleet overzicht van het oeuvre van Cabus. Er is gebruik gemaakt van de thematische nummering volgens de lijst van Annemarie Cabus-Steens (AMCS). Vanwege de thematische ordening komen enkele werken tweemaal in de lijst voor. Voor de volledigheid is de eerdere, chronologische nummering uit de monografie van Benjamin-Joseph Steens (BJS) ook in de tabel opgenomen.
| AMCS   | Werk                                                                                        | Jaartal    | BJS | Opmerking |
| ------ | ------------------------------------------------------------------------------------------- | ---------- | --- | --- |
| 1      | Orkestrale muziek                                                                           |            |     | |
| 1.1    | Orkestrale muziek: symfonisch orkest                                                        |            |     | |
| 1.1.1  | Variaties voor orkest                                                                       | 1938       | 2   | |
| 1.1.2  | Symfonie nr. 1                                                                              | 1947       | 10  | |
| 1.1.3  | Sinfonietta voor orkest                                                                     | 1951       | 17  | |
| 1.1.4  | Variaties op een thema van Neidhart von Reuental                                            | 1954       | 19  | |
| 1.1.5  | Variazioni voor orkest                                                                      | 1956       | 30  | De elfde of finale variatie is een passacaglia |
| 1.1.6  | Symfonie nr. 2                                                                              | 1957       | 31  | |
| 1.1.7  | Symfonie nr. 3                                                                              | 1961       | 41  | |
| 1.1.8  | Vijf dansen voor orkest                                                                     | 1962       | 49  | |
| 1.1.9  | Symfonische dansen                                                                          | 1963       | 56  | |
| 1.1.10 | Interludium voor orkest                                                                     | 1963       | 57  | |
| 1.1.11 | Drie rondo's voor orkest                                                                    | 1970       | 95  | |
| 1.1.12 | Een Belgische ouverture                                                                     | 1980       | 149 | Gecomponeerd in opdracht van BRT Radio 3 |
| 1.1.13 | Symfonie nr. 5                                                                              | 1987       | 166 | Gecomponeerd in opdracht van de Vlaamse Gemeenschap |
| 1.1.14 | Een Limburgse ouverture                                                                     | 1989       | 176 | Opgedragen aan het Limburgs Orkest en dirigent Ernest Maes |
| 1.1.15 | Symfonie nr. 6 'Sinfonia Breve'                                                             | 1993       | 192 | Gecomponeerd in opdracht van het Koninklijk Filharmonisch Orkest van Vlaanderen |
| 1.1.16 | Intermezzo voor orkest                                                                      |            | -   | |
| 1.2    | Orkestrale muziek: kamerorkest                                                              |            |     | |
| 1.2.1  | In memoriam Burgemeester A. Spinoy                                                          | 1961       | 42  | |
| 1.2.2  | Sinfonia voor kamerorkest                                                                   | 1964       | 62  | |
| 1.2.3  | Kleine suite voor kamerorkest                                                               |            | -   | |
| 1.2.4  | Variaties op een thema van Neidhart von Reuental, versie voor kamerorkest                   |            | -   | |
| 1.3    | Orkestrale muziek: strijkorkest                                                             |            |     | |
| 1.3.1  | Concerto da camera                                                                          | 1955       | 25  | = 1.4.5 |
| 1.3.2  | Ouverture in oude stijl voor strijkorkest                                                   | 1972       | 109 | Eerste uitvoering bij de viering van het 70-jarig bestaan van de Technische Scholen Mechelen |
| 1.3.3  | Genealogies (A violin player's digest)                                                      | 1978       | 142 | Fantasie over thema's van beroemde vioolconcerto's (Vivaldi, Bach, Beethoven, Brahms, Mendelssohn, Glazoenov, Bartók, Berg)                                                                                           |
| 1.3.4  | Symfonie voor strijkers                                                                     | 1986       | 164 | = Symfonie nr. 4; gecomponeerd in opdracht van het Ministerie van Cultuur |
| 1.3.5  | Twee Geuzenliederen - Deux chansons de Gueux (Rapsodie)                                     | 1994       | 196 | Rapsodie van O Nederland, let op u saeck (1576) en Fred'rick Hendrick van Nassau (1627), voor strijkorkest of strijkkwartet (= 2.4.18), gecomponeerd in opdracht van strijkkwartet Arte del Suono o.l.v. Lola Bobesco |
| 1.3.6  | Divertimento per archi                                                                      | 1997       | 224 | Dit is een bewerking voor strijkorkest van strijkkwartet nr. 2 |
| 1.4    | Orkestrale muziek: soli en orkest                                                           |            |     | |
| 1.4.1  | Concerto in E voor piano en orkest                                                          | 1939       | 3   | |
| 1.4.2  | Concerto voor viool en orkest                                                               | 1950       | 15  | |
| 1.4.3  | Concertino voor piano en orkest                                                             | 1953       | 18  | |
| 1.4.4  | Concertino in variatievorm voor piano en kamerorkest                                        | 1954       | 20  | Er is ook een versie voor piano en strijkorkest |
| 1.4.5  | Concerto da camera voor orgel en strijkorkest                                               | 1955       | 25  | |
| 1.4.6  | Concerto grosso voor vier klarinetten en orkest                                             | 1965       | 69  | |
| 1.4.7  | Concerto voor twee trompetten en snaren                                                     | 1965       | 68  | |
| 1.4.8  | Concerto voor trompet, trombone en orkest                                                   | 1969       | 89  | |
| 1.4.9  | Sinfonia concertante per clavicembalo e piano                                               | 1973       | 112 | Gecomponeerd voor de conservatoriumconcerten te Mechelen |
| 1.4.10 | Facetten (voor altsaxofoon en strijkers)                                                    | 1974       | 118 | Er is ook een versie voor altsaxofoon en piano: 2.2.29 |
| 1.4.11 | Inventies voor klarinetten en snaren                                                        | 1975       | 123 | |
| 1.4.12 | Concertino voor piano vierhandig en snaren                                                  | 1984       | 158 | |
| 1.4.13 | Divertimento concertante per flauto, violino, violoncello e archi                           | 1987       | 167 | Gecomponeerd ter gelegenheid van het 60-jarig bestaan van de Gemeentelijke Muziekacademie te Vilvoorde |
| 1.4.14 | Beweging in sonatevorm voor trompet of trombone en orkest                                   | 1968       | -   | Bewerking van 2.2.21 met orkestbegeleiding |
| 1.4.15 | Concerto classico per chitarra e archi                                                      | 1999       | -   | |
| 1.5    | Orkestrale muziek: harmonieorkest en fanfare                                                |            |     | |
| 1.5.1  | Rouwmuziek voor blazers                                                                     | 1965       | 67  | Geschreven naar aanleiding van het overlijden van Koningin Elisabeth |
| 1.5.2  | Kleine fanfare                                                                              | 1968       | 83  | Voor een 100ste voorstelling opgedragen aan de medewerkers van het Mechels Stadspoppentheater |
| 1.5.3  | Suite voor harmonieorkest                                                                   | 1981       | 150 | Gecomponeerd in opdracht van de BRT |
| 1.5.4  | Variaties over twee Oudvlaamse volksliederen                                                | 1979       | 145 | Voor jazzformatie en koperensemble met percussie |
| 1.5.5  | Variaties voor harmonieorkest                                                               | 1989       | 172 | Gecomponeerd ter gelegenheid van de 10de verjaardag van VeBelMu |
| 1.5.6  | Jubileummarsch St. Willibrordus                                                             | 1982       | -   | Verkeerdelijk St. Martinusmarsch genoemd |
| 1.5.7  | Intrada voor harmonie- of fanfareorkest                                                     | 1983       | -   | |
| 1.6    | Orkestrale muziek: brass band                                                               |            |     | |
| 1.6.1  | Hymne en all'Inglese voor brass band                                                        | 1978       | 138 | |
| 1.6.2  | Rhapsody for Brass Band                                                                     | 1988       | 168 | Gecomponeerd in opdracht van de Vlaamse Brassbandfederatie |
| 1.7    | Orkestrale muziek: kopers                                                                   |            |     | |
| 1.7.1  | Suite voor kopers                                                                           | 1967       | 75  | |
| 1.7.2  | Fantasie over Zeg kwezelke wilde gij dansen voor groot koperensemble en slagwerk            | 1972       | 108 | = 2.8.7 |
| 1.7.3  | Muziek voor twaalf hoorns                                                                   | 1975       | 124 | |
| 1.7.4  | Fantasia voor koperkwintet                                                                  | 1978       | 139 | |
| 1.7.5  | Suite voor dubbel koperkwintet                                                              | 1981       | 151 | |
| 1.7.6  | Pezzi a tre                                                                                 | 1998       | 226 | Voor trompet, hoorn en trombone |
| 1.7.7  | Elegia voor koperkwintet                                                                    | 1964       | -   | = 2.5.6 |
| 1.7.8  | Bezint eer de dag begint!                                                                   |            | -   | Twee indicatieven voor de BRT voor koperensemble |
| 1.7.9  | Stukken voor koperblazers                                                                   |            | -   | |
| 1.7.10 | Muziek voor de Hanswijkprocessie                                                            |            | -   | Voor vier koperblaasinstrumenten |
| 1.7.11 | Drie schetsen voor kopers                                                                   |            | -   | |
| 1.7.12 | Torenmuziek                                                                                 |            | -   | Voor drie trompetten, twee trombones, en één bastrombone of tuba |
| 1.7.13 | Ouverture over zes Vlaamse liederen                                                         | 1977       | -   | Voor koperensemble en slagwerk; gecomponeerd in opdracht van het Algemeen Nederlands Zangverbond |
| 1.7.14 | Stuk voor kopers, percussie en koor                                                         |            | -   | = 2.8.15 |
| 1.7.15 | Fanfare voor kopers en pauken                                                               |            | -   | |
| 2      | Kamermuziek                                                                                 |            |     | |
| 2.1    | Kamermuziek: solo                                                                           |            |     | |
| 2.1.1  | Sonatine nr. 1 voor piano                                                                   | 1950       | 14  | Naar oude volksliederen |
| 2.1.2  | Sonatine nr. 2 voor piano                                                                   | 1955       | 24  | |
| 2.1.3  | Sonatine nr. 3 voor piano                                                                   | 1959       | 36  | |
| 2.1.4  | Sonatine nr. 4 voor piano                                                                   | 1960       | 40  | |
| 2.1.5  | Sonatine nr. 5 voor piano                                                                   | 1962       | 55  | Werd pas voltooid in 1994 |
| 2.1.6  | Sonatine nr. 6 voor piano                                                                   | 1989       | 173 | Geschenk bij de 60ste verjaardag van vrienden; hun namen zijn erin verwerkt. |
| 2.1.7  | Sonate nr. 1 voor piano                                                                     | 1958       | 33  | Er bestaat een opname van 5 januari 1973 waarop Peter Cabus dit werk zelf speelt, uitgegeven door VRT-Klara op de cd Peter Cabus - Pianomuziek (2003)                                                                 |
| 2.1.8  | Sonate nr. 2 voor piano                                                                     | 1974       | 116 | |
| 2.1.9  | Concertstudie nr. 1 voor piano                                                              | 1959       | 37  | |
| 2.1.10 | Concertstudie nr. 2 voor piano                                                              | 1988       | 170 | |
| 2.1.11 | Serenade voor piano                                                                         | 1939       | 4   | |
| 2.1.12 | Preludium voor piano                                                                        | 1950       | 12  | |
| 2.1.13 | Fantasia voor piano                                                                         | 1954       | 21  | |
| 2.1.14 | Preludium e tema con variazioni voor piano                                                  | 1956       | 27  | Gecomponeerd voor de pianowedstrijd van het schooljaar 1955-1956 van het conservatorium te Mechelen |
| 2.1.15 | Zes gemakkelijke stukjes voor piano                                                         | 1962       | 44  | Gecomponeerd tussen 1960 en 1962 voor eindexamens piano voor leerlingen lagere graad |
| 2.1.16 | Twee dansen voor piano                                                                      | 1964       | 65  | |
| 2.1.17 | Negen miniaturen voor piano                                                                 | 1972       | 111 | Er bestaat een opname van 5 januari 1973 waarop Peter Cabus dit werk zelf speelt, uitgegeven door VRT-Klara op de cd Peter Cabus - Pianomuziek (2003)                                                                 |
| 2.1.18 | Drie bewegingen voor piano                                                                  | 1975       | 125 | Gecomponeerd als verplicht werk voor de 'Gunther' pianowedstrijd |
| 2.1.19 | Elf bagatellen voor piano                                                                   | 1978       | 144 | Gecomponeerd tussen 1969 en 1978 |
| 2.1.20 | Klein impromptu                                                                             | 1989       | 178 | |
| 2.1.21 | Drie inventies over de naam Pierre Somers voor piano                                        | 1992       | 188 | Gecomponeerd in opdracht van V.K.W. Mechelen |
| 2.1.22 | Herinnering aan een lied                                                                    | 1992       | 190 | Gecomponeerd voor de 80ste verjaardag van dichter Frans Eykans; het verwerkt de namen Frans Eykans en Peter Cabus |
| 2.1.23 | Drie hommages voor piano                                                                    | 1993       | 191 | Gecomponeerd in opdracht als verplicht werk voor de Nationale Muziekwedstrijd van het Gemeentekrediet van België |
| 2.1.24 | Twee: een stel, 12? Twaalf gemakkelijke pianostukjes                                        | 1993       | 193 | |
| 2.1.25 | Piccola Rapsodia                                                                            | 1994       | 198 | Gecomponeerd voor de 80ste verjaardag van Lode Rosquin, en thematisch gebaseerd op diens naam en thema's uit 1.4.1 |
| 2.1.26 | Le Capucin Gourmand danse: une valse pour fêter Frédéric Chopin                             | 1996       | 207 | |
| 2.1.27 | Twaalf korte pianostukjes                                                                   | 1997       | 222 | Grotendeels gecomponeerd tussen 1960 en 1980 |
| 2.1.28 | Quelques leçons d'histoire de la musique                                                    | 1997       | 223 | Naar thema's van Mozart, Beethoven en De Falla |
| 2.1.29 | Preludium, koraal en fughetta voor orgel (manualiter)                                       | 1967       | 76  | Opgedragen aan Flor Peeters |
| 2.1.30 | Sonata per organo                                                                           | 1971       | 101 | Gecomponeerd in opdracht van het Festival van Vlaanderen Brussel-Leuven |
| 2.1.31 | Zeven korte stukken voor orgel-manualiter (of harmonium)                                    | 1997       | 216 | Opgedragen aan de bibliothecaris van CeBeDeM |
| 2.1.32 | Sonate voor viool-solo                                                                      | 1956       | 28  | |
| 2.1.33 | Sonatine voor viool-solo                                                                    | 1969       | 86  | |
| 2.1.34 | Vier stukken voor viool-solo                                                                | 1997       | 212 | = 2.1.47; deels gecomponeerd in 1984 en 1986, deels gecomponeerd in opdracht van de BRT en gebundeld in 1997 |
| 2.1.35 | Sonatine voor altviool-solo                                                                 | 1969       | 85  | Verplicht werk bij openbare altvioolwedstrijd 1968-1969 van het Koninklijk Vlaams Conservatorium Antwerpen |
| 2.1.36 | Sonatine voor cello-solo                                                                    | 1969       | 87  | |
| 2.1.37 | Sonatine voor contrabas-solo                                                                | 1976       | 128 | |
| 2.1.38 | Sonatina per contrabasso solo                                                               | 1997       | 215 | = 2.2.12 met pianobegeleiding |
| 2.1.39 | Tien eenvoudige stukken voor fluit (met of) zonder pianobegeleiding                         | 1992       | 200 | = 2.2.16 met pianobegeleiding |
| 2.1.40 | Thema met twee variaties voor fluit-solo                                                    | 1995       | 206 | Geschreven over het thema Happy Birthday |
| 2.1.41 | Preambule voor gitaar                                                                       | 1997       | 213 | |
| 2.1.42 | Ballade voor beiaard                                                                        | 1990       | 181 | Gecomponeerd in opdracht als verplicht werk voor de Internationale Wedstrijd Koningin Fabiola 1990 |
| 2.1.43 | Twee stukken voor harp                                                                      | 1962       | 47  | Onderdeel van driedelige Feestmuziek, gecomponeerd als begeleiding voor een dansvoorstelling; zie 2.1.46 en 2.9.1 |
| 2.1.44 | Solostuk voor hoorn in F: werkdocument voor 2.2.21                                          |            | -   | |
| 2.1.45 | G'schichten aus dem Hertogenwald (voor piano)                                               | 1979       | -   | |
| 2.1.46 | Menuet en rondo voor orgel                                                                  | 1962       | 47  | Onderdeel van driedelige Feestmuziek, gecomponeerd als begeleiding voor een dansvoorstelling; zie 2.1.43 en 2.9.1 |
| 2.1.47 | Vier stukken voor viool-solo                                                                | 1997       | 212 | = 2.1.34; deels gecomponeerd in 1984 en 1986, deels gecomponeerd in opdracht van de BRT en gebundeld in 1997 |
| 2.1.48 | Sonatine voor piano                                                                         |            | -   | Basis voor 2.1.14 |
| 2.1.49 | Kleine rapsodie                                                                             |            | -   | |
| 2.1.50 | Tien eenvoudige stukken voor fluit                                                          |            | -   | = werkexemplaar voor 2.1.39 |
| 2.1.51 | Thema's en gegevens voor improvisaties voor beiaard                                         | 1990       | -   | |
| 2.1.52 | Lezing op zicht voor trompet                                                                | 1972       | -   | |
| 2.1.53 | Rapsodie alla Francese (voor piano)                                                         | 1998       | -   | |
| 2.1.54 | Epiloog (voor piano)                                                                        | 1986       | -   | |
| 2.1.55 | Lezing op zicht voor piano                                                                  | 1972       | -   | |
| 2.1.56 | Muziek bij ritmische turnoefeningen                                                         | 1959       | -   | |
| 2.2    | Kamermuziek: duo                                                                            |            |     | |
| 2.2.1  | Suite voor piano vierhandig                                                                 | 1980       | 148 | Gecomponeerd voor pianoduo Patrick Crommelynck & Taeko Kuwata, met verwerking van volkslied Willen wij het haasken jagen                                                                                              |
| 2.2.2  | Vier études voor piano vierhandig                                                           | 1994       | 202 | Opgedragen aan pianoduo Steven & Stijn Kolacny |
| 2.2.3  | Sonate (in één beweging) voor twee piano's                                                  | 1977       | 137 | Gecomponeerd in opdracht van de BRT |
| 2.2.4  | Drie études voor twee piano's                                                               | 1990       | 179 | Opgedragen aan pianoduo Cathérine Mertens & Luc De Vos |
| 2.2.5  | Sonate voor viool en piano                                                                  | 1947       | 11  | |
| 2.2.6  | Aria voor cello of altviool en piano                                                        | 1960       | 39  | |
| 2.2.7  | Arioso en dans (voor altviool en piano)                                                     | 1977       | 136 | |
| 2.2.8  | Sonate voor cello en piano                                                                  | 1988       | 169 | Gecomponeerd in opdracht van het Festival van Vlaanderen; thematiek gebaseerd op ouverture van Monteverdi's L'Orfeo                                                                                                   |
| 2.2.9  | Adagio voor viool en orgel                                                                  |            | -   | |
| 2.2.10 | Na een concert (twee schetsen voor violoncello en piano)                                    | 1992       | 189 | |
| 2.2.11 | Piccola Partita Festiva (voor cello en piano)                                               | 1995       | 205 | |
| 2.2.12 | Sonatina per contrabasso e piano                                                            | 1997       | 225 | |
| 2.2.13 | Preludium en fuga voor blokfluit en piano                                                   | 1991       | 199 | Gecomponeerd in opdracht voor de Nationale Muziekwedstrijd van het Gemeentekrediet van België |
| 2.2.14 | Sonate voor fluit en piano                                                                  | 1968       | 81  | |
| 2.2.15 | Sonatine voor fluit en piano                                                                | 1970       | 93  | |
| 2.2.16 | Tien eenvoudige stukken voor fluit met (of zonder) pianobegeleiding                         | 1992       | 200 | = 2.1.39 zonder pianobegeleiding |
| 2.2.17 | Andante cantabile voor klarinet en piano                                                    | 1950       | 13  | |
| 2.2.18 | Lento e tempo di marcia (voor trompet en piano)                                             | 1957       | 32  | |
| 2.2.19 | Duo voor twee trompetten                                                                    | 1962       | 52  | |
| 2.2.20 | Rondo ostinato (voor trompet en piano)                                                      | 1967       | 77  | Gecomponeerd voor muziekonderwijs |
| 2.2.21 | Beweging in sonatevorm voor trompet of trombone of hoorn met pianobegeleiding               | 1968       | 82  | = 1.4.14 met pianobegeleiding; gecomponeerd in opdracht als verplicht werk voor de Nationale Muziekwedstrijd van het Gemeentekrediet van België                                                                       |
| 2.2.22 | Twee dansen voor trompet en piano                                                           | 1972       | 107 | Gecomponeerd als verplicht werk bij het eindexamen aan het Koninklijk Conservatorium Brussel |
| 2.2.23 | Gioco per tromba en pianoforte                                                              | 1989       | 174 | Gecomponeerd in opdracht als verplicht werk voor de Nationale Muziekwedstrijd van het Gemeentekrediet van België |
| 2.2.24 | Fuga en toccata (voor trombone en piano)                                                    | 1958       | 34  | Gecomponeerd voor de openbare wedstrijd trombone aan het Koninklijk Conservatorium Antwerpen |
| 2.2.25 | Concertstuk voor trombone en piano                                                          | 1974       | 115 | Gecomponeerd voor de openbare wedstrijd trombone aan het Koninklijk Conservatorium Brussel |
| 2.2.26 | Overwegingen bij een Zuid-Amerikaans motief (voor bastrombone en piano)                     | 1972       | 106 | Gecomponeerd als verplicht werk bij het eindejaarsexamen aan het Koninklijk Conservatorium Brussel |
| 2.2.27 | Canto e ballo (voor hoorn en piano)                                                         | 1974       | 114 | |
| 2.2.28 | Alla caccia (voor hoorn of trombone en piano)                                               | 1989       | 175 | Gecomponeerd in opdracht als verplicht werk voor de Nationale Muziekwedstrijd van het Gemeentekrediet van België |
| 2.2.29 | Facetten (voor altsaxofoon en piano)                                                        | 1974       | 118 | Er is ook een versie voor altsaxofoon en strijkers: 1.4.10 |
| 2.2.30 | Sonatine voor viool-solo met enkele percussieinstrumenten                                   | 1997       | 221 | Gecomponeerd voor dochter en kleinzoon |
| 2.2.31 | Danssuite voor viool en klavier (Homo ludens)                                               |            | -   | |
| 2.2.32 | Ballade voor trombone en piano                                                              |            | -   | |
| 2.2.33 | In memoriam R. Veremans: Vlaanderen (voor trompet en orgel)                                 |            | -   | |
| 2.2.34 | Notturno per corno e chitarra                                                               | 1999       | -   | |
| 2.2.35 | Twee bewegingen voor trompet en piano                                                       | 1971       | -   | |
| 2.2.36 | Duo voor hoorns                                                                             |            | -   | |
| 2.2.37 | Sonatine voor viool en piano                                                                |            | -   | |
| 2.2.38 | Andante voor viool en piano                                                                 |            | -   | |
| 2.2.39 | Bewerking van The Harmonious Blacksmith (voor twee piano's)                                 |            | -   | Naar Georg Friedrich Händel |
| 2.2.40 | Een paar anonieme variaties over een populair lied (voor viool en altviool)                 | 1995       | -   | |
| 2.2.41 | Parafrase voor viool en klavier op Daar zat een sneeuwwit vogeltje                          |            | -   | |
| 2.2.42 | Modale mars voor kornet (trompet of bugel) in Bes met piano en/of percussie                 | 1999       | -   | = 2.3.10 |
| 2.3    | Kamermuziek: trio                                                                           |            |     | |
| 2.3.1  | Pianotrio                                                                                   | 1956       | 29  | |
| 2.3.2  | Divertimento voor drie fagotten                                                             | 1985       | 162 | Gecomponeerd op verzoek van het Mechels Fagottentrio |
| 2.3.3  | Tien stukken voor houtblazerstrio (hobo, klarinet, fagot)                                   | 1989       | 177 | Gecomponeerd in opdracht van houtblazerstrio AVENA |
| 2.3.4  | Drie bewegingen voor drie trompetten                                                        | 1962       | 46  | |
| 2.3.5  | Sonata a tre voor trompet, hoorn en trombone                                                | 1962       | 51  | |
| 2.3.6  | Divertimento voor fluit, viool en altviool                                                  | 1975       | 126 | |
| 2.3.7  | Trio voor fluit, viool en piano                                                             | 1980       | 147 | Gecomponeerd voor dochters en schoonzoon |
| 2.3.8  | Sonatine voor viool, cello en piano                                                         | 1967       | 74  | |
| 2.3.9  | Zesderhande voor piano zeshandig                                                            | 1991       | 183 | Opgedragen aan Steven, Krista en Stijn Kolacny |
| 2.3.10 | Modale Mars voor kornet (trompet of bugel) in Bes met piano en/of percussie                 | 1999       | -   | = 2.2.42 |
| 2.3.11 | Strijktrio voor 1ste viool, 2de viool of altviool, en cello                                 |            | -   | |
| 2.4    | Kamermuziek: kwartet                                                                        |            |     | |
| 2.4.1  | Strijkkwartet nr. 1                                                                         | 1959       | 35  | |
| 2.4.2  | Strijkkwartet nr. 2                                                                         | 1974       | 113 | Voor leerlingen |
| 2.4.3  | Strijkkwartet nr. 3                                                                         | 1983       | 156 | Gecomponeerd in opdracht voor het Festival van Vlaanderen |
| 2.4.4  | Strijkkwartet nr. 4                                                                         | 1995       | 227 | Eerste versie 1995, herziene versie 1998; opgedragen aan het Ensorkwartet |
| 2.4.5  | Kwartet voor fluiten                                                                        | 1977       | 134 | |
| 2.4.6  | Klarinetkwartet                                                                             | 1962       | 50  | |
| 2.4.7  | Rapsodie over twee Vlaamse volksliederen voor klarinetkwartet                               | 1974       | 121 | Naar Ghequetst ben ic van binnen en Wel Annamarieke waar gaat gij naar toe? |
| 2.4.8  | Houtblazerskwartet                                                                          | 1966       | 73  | |
| 2.4.9  | Suite voor blazerskwartet                                                                   | 1978       | 143 | Gebaseerd op toneelmuziek bij Jozef in Dothan van Vondel, zie 4.1.2 |
| 2.4.10 | Kwartet voor fluit, viool, altviool en cello                                                | 1964       | 63  | |
| 2.4.11 | Zeven inventies voor dubbelrietkwartet (hobo, Engelse hoorn en twee fagotten)               | 1981       | 152 | |
| 2.4.12 | Kwartet voor saxofoons                                                                      | 1983       | 157 | |
| 2.4.13 | Lento voor twee trompetten en twee trombones                                                | 1962       | 53  | |
| 2.4.14 | Intrada en Hymne voor vier Thebaanse trompetten                                             | 1964       | 66  | |
| 2.4.15 | Sonate voor trompet, trombone en piano vierhandig                                           | 1990       | 182 | |
| 2.4.16 | Drie stukken voor klarinetten, cello en piano                                               | 1996       | 209 | |
| 2.4.17 | Canzonetta voor contrabaskwartet                                                            | 1997       | -   | |
| 2.4.18 | Twee Geuzenliederen - Deux chansons de Gueux (Rapsodie)                                     | 1994       | 196 | = 1.3.5; versie voor strijkkwartet |
| 2.5    | Kamermuziek: kwintet                                                                        |            |     | |
| 2.5.1  | Variaties voor koperkwintet                                                                 | 1971       | 103 | |
| 2.5.2  | Blaaskwintet voor fluit, hobo, klarinet, fagot en hoorn                                     | 1978       | 140 | |
| 2.5.3  | Klarinetkwintet (klarinet en strijkkwartet)                                                 | 1976       | 129 | |
| 2.5.4  | Rondoletto Burlesco voor koperkwintet                                                       | 1983       | -   | |
| 2.5.5  | Grottesco voor koperkwintet                                                                 | 1984       | -   | |
| 2.5.6  | Elegia voor koperkwintet                                                                    | 1964       | -   | = 1.7.7 |
| 2.6    | Kamermuziek: sextet                                                                         |            |     | |
| 2.6.1  | Openingsfanfare voor twee trompetten, twee hoorns en twee trombones                         | 1962       | 54  | |
| 2.6.2  | Preludium en rondo voor saxofoonsextet                                                      | 1979       | 146 | |
| 2.6.3  | Intrada voor drie trompetten, één hoorn, twee trombones                                     |            | -   | |
| 2.7    | Kamermuziek: septet                                                                         |            |     | |
| 2.7.1  | Divertimento voor zeven instrumenten                                                        | 1970       | 90  | Twee fluiten, hobo, Engelse hoorn, klarinet, viool, cello |
| 2.8    | Kamermuziek: ensembles met slagwerk                                                         |            |     | |
| 2.8.1  | Sonate voor klarinet en slagwerk                                                            | 1962       | 45  | |
| 2.8.2  | Rapsodie voor trompet en bazuin met begeleiding van kopers en slagwerk                      | 1964       | 61  | Gecomponeerd in opdracht van de BRT |
| 2.8.3  | Sonate voor slagwerk en piano                                                               | 1970       | 91  | Gecomponeerd als verplicht werk bij de openbare wedstrijd percussie aan het Koninklijk Conservatorium Antwerpen |
| 2.8.4  | Tredecim voor vier klarinetten en slagwerk                                                  | 1970       | 94  | |
| 2.8.5  | Parafrase op het Blijheidslied van Karel Mestdagh voor kopers en slagwerk                   | 1971       | 98  | Gecomponeerd voor het Zangfeest 1971 |
| 2.8.6  | Intredemuziek voor kopers en percussie                                                      | 1971       | 100 | Gecomponeerd voor het Algemeen Nederlands Zangverbond |
| 2.8.7  | Fantasie over Zeg Kwezelke wilde gij dansen voor groot koperensemble en slagwerk            | 1972       | 108 | = 1.7.2 |
| 2.8.8  | Feestmuziek voor kopers en slagwerk                                                         | 1974       | 117 | |
| 2.8.9  | Rapsodie over twee Oudvlaamse liederen voor twee saxofoons, piano en slagwerk               | 1972       | 127 | |
| 2.8.10 | Rapsodie voor percussie en piano                                                            | 1977       | 131 | |
| 2.8.11 | Variaties voor percussie en piano                                                           | 1977       | 135 | Gecomponeerd in opdracht als verplicht werk voor de Nationale Muziekwedstrijd van het Gemeentekrediet van België |
| 2.8.12 | Muziek voor orgel, kopers en percussie                                                      | 1978       | 141 | Gecomponeerd in opdracht voor het Festival van Vlaanderen, Mechelen |
| 2.8.13 | Tien inventies voor kopers, twee piano's en percussie                                       | 1975       | -   | |
| 2.8.14 | Ouverture over Daar is maar één land van Jef Van Hoof voor orgel, kopers en percussie       | 1974       | -   | |
| 2.8.15 | Stuk voor kopers, percussie en koor                                                         |            | -   | = 1.7.14 |
| 2.8.16 | Fantasie over 'Vaarwel mijn broeder' voor kopers en pauken                                  |            | -   | |
| 2.9    | Kamermuziek: ensembles met harp                                                             |            |     | |
| 2.9.1  | Passacaglia voor harp, kopers en orgel                                                      | 1962       | 47  | Onderdeel van driedelige Feestmuziek, gecomponeerd als begeleiding voor een dansvoorstelling, zie 2.1.43 en 2.1.46 |
| 2.9.2  | Twee stukken voor hobo en harp                                                              | 1963       | 59  | |
| 2.9.3  | Sonate voor vier klarinetten en harp                                                        | 1968       | 79  | |
| 3      | Vocale werken                                                                               |            | -   | |
| 3.1    | Vocale werken: zang                                                                         |            |     | |
| 3.1.1  | De waterlelie van Frederik van Eeden voor mezzosopraan en piano                             | 1941       | 6   | |
| 3.1.2  | Drie liederen op oud-Franse teksten                                                         | 1942       | 7   | J'ai perdu ma tourtelle, Le temps a laissé son manteau en Mon âme a son secret |
| 3.1.3  | Twee liederen op Engelse teksten                                                            | 1942       | 8   | A Farewell (Robert Burns) en Cradle Song (Alfred Tennyson) |
| 3.1.4  | Drie Gezelle-liederen voor mezzosopraan en piano                                            | 1955       | 23  | Hooger als mijn oogen dragen, Rijmram en Numquid nosti semitas |
| 3.1.5  | Drie kinderliedjes voor middenstem en piano                                                 | 1959       | 38  | Dansliedje 1 en 2 (tekst: Jan Vercammen) en Het gekkenspel (tekst: E. De Keyser) |
| 3.1.6  | Twee Gezelle-liederen voor mezzosopraan en piano                                            | 1961       | 43  | 't Was in de blijde mei en De maaier |
| 3.1.7  | Den hondertveertienden psalm voor bariton en piano                                          | 1963       | 58  | Tekst: Marnix van Sint-Aldegonde, ook onderdeel van 3.1.22 |
| 3.1.8  | Dijlelied voor middenstem en piano, orgel of koperensemble                                  | 1964       | 64  | Tekst: L. van Hoeck, geschreven voor de Hanswijkprocessie |
| 3.1.9  | Vier liederen voor mezzosopraan en piano                                                    | 1970       | 96  | De muziek, De krekel, De liefde en De vleermuis, tekst: Karel van den Oever |
| 3.1.10 | Drie liederen voor het poppenspel Aladdin en de wonderlamp                                  | 1972       | 110 | = 4.2.5, bij poppenspel van Louis Contryn |
| 3.1.11 | 't Is nevelkoud voor bariton en piano                                                       | 1977       | 133 | Tekst: Guido Gezelle |
| 3.1.12 | Vier Gezelle-liederen voor middenstem en piano                                              | 1974-1984  | 159 | Bonte abeelen (1974), Winterstilte (1976), Hebt compassie (1979) en De navond komt zoo stil (1984) |
| 3.1.13 | Drie liederen voor sopraan en piano                                                         | 1985       | 161 | Vers, Avond en Metafiezise jazz, tekst: Paul van Ostaijen |
| 3.1.14 | Vijf Gezelle-liederen voor sopraan, middenstem of bariton, en piano                         | 1977-1987  | -   | De navond komt zo stil (1984), 't Is nevelkoud (1977), Het jonge jaar (1986), Kunstelooze kostbaarheden (1978), O Eerdentroost (1987). In deze bundel is opgegaan BJS 163.                                            |
| 3.1.15 | Twee liederen voor middenstem en piano                                                      | 1986       | 165 | Soms is een hand getuige (1983) en De aak (1986), tekst: Fa Claes |
| 3.1.16 | Spiegel der zee                                                                             | 1988       | 171 | = 4.1.3, muziek bij gedichten van Karel Jonckheere |
| 3.1.17 | Vier liederen voor mezzosopraan en piano                                                    | 1990       | 180 | Soms blijf ik dralen (tekst: Gwij Mandelinck), Als de kangoeroeken krassen (Cornelis Buddingh'), Het landschap dat mij drinkt (Erik van Ruysbeek), Vuur (Fa Claes)                                                    |
| 3.1.18 | Drie liederen voor mezzosopraan en piano                                                    | 1991       | 184 | Voorjaar, Stormwind en Als het weer zomer wordt, tekst: Laurette Bosteels |
| 3.1.19 | Four Songs voor bariton en piano                                                            | 1993       | 194 | Blow blow, thou winter wind, To his love (shall I compare thee), Winter en It was a lover and his lass, tekst: William Shakespeare                                                                                    |
| 3.1.20 | Three madrigals voor bariton en piano                                                       | 1993       | 195 | Take o take those lips away, Tell me... en That time of year, tekst: William Shakespeare |
| 3.1.21 | Twee liederen voor sopraan en piano                                                         | 1994       | 197 | Bedachtzaam uit het toeval en Concert, tekst: Fa Claes |
| 3.1.22 | Twee psalmen voor bariton en klavier                                                        | 1994       | 201 | Den hondertveertienden psalm en psalm 23 The lord is my shepherd, beide eerder gecomponeerd maar pas in 1994 afgewerkt en gebundeld                                                                                   |
| 3.1.23 | Tweestemmige canonische inventies voor hoge en middenstem, en piano                         | 1994       | 203 | |
| 3.1.24 | Twee liederen naar schilderijen van Jan de Smedt voor sopraan en piano                      | 1994       | 204 | Water (tekst: Fa Claes) en Een reisgezel voor Raphaël (Pieter Geert Buckinx) |
| 3.1.25 | Five nursery rhymes for a young lady (aged 75) met pianobegeleiding                         | 1996       | 208 | Sing a song of six pence (mainly traditional), Mary, Mary, quite contrary, Peter, peter, pumpkin eater, Mary had a little lamb en Quodlibet: passacaglia for bells (oranges and lemons)                               |
| 3.1.26 | De Meimorgen voor sopraan en piano                                                          | 1950-1960? | 214 | Tekst: Edmond van Offel |
| 3.1.27 | Vijf liederen op gedichten van Jos Smeyers voor sopraan en piano                            | 1997       | 218 | Poëzie is..., Brun et vert, Gastronomisch kleengedicht, Poésie en Tussen bruin en groen |
| 3.1.28 | Acrostichon voor Hubert Minnebo                                                             | 1996       | -   | Tekst: Frans Boenders |
| 3.1.29 | Portrait d'un Gentilhomme voor sopraan en vijf instrumenten                                 |            | -   | Tekst: Edmond Rostand en Vincent Voiture |
| 3.1.30 | Canonische variatie voor twee gelijke stemmen en piano                                      |            | -   | |
| 3.1.31 | Begeleiding bij volksliederen                                                               |            | -   | |
| 3.1.32 | Bewerking van Oudnederlands lied Ick gingh op eenen morgen                                  |            | -   | |
| 3.1.33 | Begeleiding bij Oudnederlandse liederen                                                     |            | -   | |
| 3.2    | Vocale werken: koor                                                                         |            |     | |
| 3.2.1  | Panis angelicus voor twee gelijke stemmen en orgel                                          | 1940       | 5   | |
| 3.2.2  | Puer natus est voor vierstemmig gemengd koor en piano of strijkorkest                       | 1946       | 9   | |
| 3.2.3  | Hymnne à la mer du nord voor twee gelijke stemmen en piano                                  | 1951       | 16  | Tekst: J. Quirin |
| 3.2.4  | Kamercantate De geestelijke bruiloft voor tenor, fluit, klarinet, harp en cello             | 1954       | 22  | Tekst: Pieter Geert Buckinx |
| 3.2.5  | Waar is nu hun moeder voor twee gelijke stemmen en klavier                                  | 1956       | 26  | Tekst: H. Veuskens |
| 3.2.6  | Motet Jesu corona virginum voor twee gelijke stemmen en orgel                               | 1962       | 48  | Schijnt ook bij Feestmuziek te horen, zie 2.1.43, 2.1.46 en 2.9.1 |
| 3.2.7  | Three poems voor twee gelijke stemmen en piano of strijkorkest                              | 1966       | 71  | To blossoms (tekst: Robert Herrick), To Daffodils (Robert Herrick) en Spring (Thomas Nashe) |
| 3.2.8  | Reinaert I voor tweestemmig kinderkoor met piano of strijkorkest                            | 1966       | 70  | Tekst: gedeeltelijk Oudnederlands, Jan Frans Willems |
| 3.2.9  | Drie Oudnederlandse liederen voor drie gelijke stemmen a capella                            | 1969       | 84  | Och nachtegael, cleyn voghelkijn; Egidius, waer bestu bleven en Aloette, voghel cleyn |
| 3.2.10 | Drie koorwerken op Oudnederlandse teksten voor vierstemmig gemengd koor                     | 1981       | 154 | Sonnet (tekst: Lucas d'Heere), Van den plumenstrijkers ende quade tonghen (Lucas d'Heere) en Minnelied (Hertog Jan I van Brabant, = 3.2.16). In deze bundel is opgegaan BJS 132.                                      |
| 3.2.11 | Elf Grafgedichten voor mezzosopraan, bariton, recitant, gemengd koor en kamerorkest         | 1971       | 104 | Tekst: Christine D'Haen |
| 3.2.12 | Reinaert II voor bariton, gemengd koor, twee trompetten, hoorn, trombone en bastuba         | 1974       | 119 | Tekst: Bert Broes, gecomponeerd in opdracht van het Algemeen Nederlands Zangverbond |
| 3.2.13 | Drie vocalises voor gemengd koor                                                            | 1974       | 122 | |
| 3.2.14 | Kindercantate Het Dorp voor twee- tot vierstemmig kinderkoor, piano en klein orkest         | 1975       | 228 | |
| 3.2.15 | Vijf Oudnederlandse liederen voor zes mannenstemmen                                         | 1976       | 130 | Gecomponeerd in opdracht voor het Festival van Vlaanderen |
| 3.2.16 | Minnelied voor vierstemmig gemengd koor                                                     | 1981       | 153 | Tekst: Hertog Jan I van Brabant, onderdeel van 3.2.10 |
| 3.2.17 | Twee koorwerkjes voor drie gelijke stemmen a capella                                        | 1975-1981  | 155 | 't En gaat geen een verloren (tekst: Guido Gezelle) en Remedie om goede kinderen te hebben (Anthonis de Roovere) |
| 3.2.18 | Twee motetten voor vierstemmig mannenkoor                                                   | 1985       | 160 | Ave verum en Ave Maria |
| 3.2.19 | Vijf oden van Horatius voor mezzosopraan, gemengd koor, viool en orgel                      | 1991       | 185 | |
| 3.2.20 | Vier weverkens voor drie- à vier kinderstemmen a capella                                    | 1996       | 210 | |
| 3.2.21 | Jan Hinnerk voor vier- tot achtstemmig gemengd koor a capella                               | 1997       | 217 | Geschreven in opdracht van koor Musica Nova |
| 3.2.22 | Volkslied Plovi, plovi voor vijfstemmig gemengd koor en piano                               | 1997       | 219 | |
| 3.2.23 | Vier oude Engelse volksliederen voor vier stemmen (koor of soli) en piano                   | 1997       | 220 | There was a jolly miller, Early one morning, Drink to me only en The lass of Richmond Hill |
| 3.2.24 | Marialied voor koor met twee gelijke stemmen                                                | 1962       | -   | Gecomponeerd voor de Hanswijkprocessie, tekst: Frans Eykans |
| 3.2.25 | Vlaenderen boven al                                                                         |            | -   | Bewerking van muziek van Florimond van Duyse, tekst: August Heinrich Hoffmann von Fallersleben |
| 3.2.26 | Ouverture over een lied van Jef Van Hoof voor declamator, koor en orkest                    |            | -   | |
| 3.2.27 | Veni Sancte Spiritus                                                                        | 1964       | -   | Voor drie gelijke stemmen a capella, of twee gelijke stemmen en orgel |
| 3.2.28 | Bewerking van de Radetzkymars met toevoeging van champagnenamen voor driestemmig kinderkoor |            | -   | |
| 3.2.29 | Muziek voor de Hanswijkprocessie                                                            | 1973       | -   | |
| 3.2.30 | Tota pulchra est voor vier gelijke stemmen en a capella                                     | 1999       | -   | |
| 4      | Muziek bij theater, voordracht en poppenspel                                                |            | -   | |
| 4.1.1  | Toneelmuziek bij Lucifer van Vondel                                                         | 1963       | 60  | Voor mannenkoor, diverse blaasinstrumenten, percussie en piano |
| 4.1.2  | Toneelmuziek bij Jozef in Dothan van Vondel                                                 | 1966       | 72  | Voor gemengd vierstemmig koor, diverse blaasinstrumenten, percussie en piano |
| 4.1.3  | Spiegel der zee                                                                             | 1988       | 171 | = 3.1.16, muziek bij gedichten van Karel Jonckheere |
| 4.2.1  | Muziek voor het poppenspel Sneeuwwitje                                                      | 1968       | 80  | Bij poppenspel van Louis Contryn |
| 4.2.2  | Muziek voor het poppenspel Doornroosje                                                      | 1969       | 88  | Bij poppenspel van Louis Contryn |
| 4.2.3  | Muziek voor het poppenspel De gelaarsde kat                                                 | 1970       | 92  | Bij poppenspel van Louis Contryn |
| 4.2.4  | Muziek voor het poppenspel Pinokkio                                                         | 1971       | 102 | Bij poppenspel van Louis Contryn |
| 4.2.5  | Drie liederen voor het poppenspel Aladdin en de wonderlamp                                  | 1972       | 110 | = 3.1.10, bij poppenspel van Louis Contryn |
| 4.2.6  | Liederen voor het poppenspel Ali Baba en de veertig rovers                                  |            | -   | Vermoedelijk ook bij poppenspel van Louis Contryn |
| 4.2.7  | De Indische Waterlelies                                                                     |            | -   | Sprookje van Koningin Fabiola, aangepast voor poppenspel van Louis Contryn |
| 4.2.8  | Muziek bij Romance voor violen                                                              |            | -   | Bij pantomimespel met poppen van Louis Contryn |
| 4.2.9  | Muziek voor het poppenspel Aymaru en de machtige Inca Capac                                 |            | -   | Bij poppenspel van Renilde Schools |
| 5      | Didactische werken                                                                          |            |     | |
| 5.1.1  | Beginmethode voor notenleer delen I, II en III met pianobegeleiding                         | 1961-1967  | 78  | |
| 5.1.2  | Aanvulling bij de Beginmethode voor notenleer delen I, II en III                            | 1992       | 187 | |
| 5.1.3  | Beginmethode voor notenleer deel IV met pianobegeleiding                                    | 1996       | -   | |
| 5.1.4  | Beginmethode voor notenleer deel V met pianobegeleiding                                     |            | -   | |
| 5.1.5  | Beginmethode voor notenleer deel VI met pianobegeleiding                                    |            | -   | |
| 5.1.6  | Zeven notenleerlessen                                                                       | 1997       | 211 | Geschreven voor de Stedelijke Academie Vilvoorde |

- Bibliothèque nationale de France: cb13892053w (data)
- Gemeinsame Normdatei: 1056016337
- International Standard Name Identifier: 0000 0000 0289 4061
- Library of Congress Control Number: no92024033
- MusicBrainz: 71fee238-7fb2-4239-b0c8-30d6bc4d7d60
- Nationale Bibliotheek van Tsjechië: jo2015866173
- Nationale Bibliotheek van Israël: 987007404058205171
- Nederlandse Thesaurus van Auteursnamen: 310203708
- Virtual International Authority File: 12491002
- WorldCat: E39PBJrwRk9JJfyG9yCjkfTvHC